# Layla Abu Zayd
Layla Abu Zayd (1950, El Ksiba - ) é uma escritora marroquina, que escreve novelas e contos em árabe. Sua obra tem como foco a luta das mulheres marroquinas pela emancipação social em meio ao contexto dos movimentos contra o colonialismo, possuindo elementos biográficos e auto-biográficos, e experimentações com formas típicas da narrativa oral.
Sua primeira novela, Ano do Elefante: Uma jornada da mulher marroquina pela independência, e outras histórias, foi a primeira obra de uma escritora marroquina em árabe à ser traduzida para o inglês.

## Bilbiografia
- Gikandi, Simon, ed. (2003). Encyclopedia of African literature [Enciclopédia da literatura Africana]. [S.l.]: Routledge